# Microlicia graveolens
Microlicia graveolens är en tvåhjärtbladig växtart som beskrevs av Dc.. Microlicia graveolens ingår i släktet Microlicia och familjen Melastomataceae. Inga underarter finns listade i Catalogue of Life.